# Papua-Nova Guiné nos Jogos Olímpicos de Verão de 2004
Papua-Nova Guiné competiu nos Jogos Olímpicos de Verão de 2004, em Atenas, na Grécia.